# Mimoscudderia picta
Mimoscudderia picta är en insektsart som beskrevs av George Clifford Carl 1914. Mimoscudderia picta ingår i släktet Mimoscudderia och familjen vårtbitare. Inga underarter finns listade i Catalogue of Life.